# Op een avond in mei
Op een avond in mei is een Nederlandse film uit 1936, maar grotendeels vertoond in 1937. De film werd eveneens vertoond in Duitsland omdat de helft van de productie daar gedraaid was.

## Verhaal
Peter Gruber is een Duitse tenor die bij gebrek aan emplooi een baan neemt als pianoleraar. Al snel raakt hij verliefd op Daisy, een van zijn studenten. Dit tot groot ongenoegen van haar vader, tandarts en weduwnaar, die hen op heterdaad betrapt tijdens een omhelzing. De vader verzet zich hevig tegen de relatie en ontkent niet het talent van Peter, maar ook zijn recht op liefde met Daisy. De tweetal gaat ondanks protest hun gang, maar conflicten blijven niet lang uit: hun relatie neemt drastische vormen aan en wanneer Peter naar Antwerpen moet voor een optreden, volgt Daisy hem in vermomming. Samen treden ze op in een cabaret. Als haar vader erachter komt volgt hij haar, niet wetend wat hem daar te wachten staat, want daar wacht ene Lola hem op. Uiteindelijk ziet de vader in hoe verliefd Peter en Daisy op elkaar zijn en gunnen hen de liefde die ze koesteren.

## Rolverdeling
| Acteur                | Personage        |
| --------------------- | ---------------- |
| Johan Elsensohn       | Dr. Hermann      |
| Cissy van Bennekom    | Daisy            |
| Adolphe Engers        | Johan            |
| Henk Speyer           | Peter Gruber     |
| Marie van Westerhoven | Oma              |
| Minny Erfmann         | Lola Meertens    |
| Henri de Vries        | Professor Berger |

## Productie
De film is in december 1935 aangekondigd onder de titel Liefdes Idylle; opnames zouden met Jaap Speyer, Cissy van Bennekom en Adolphe Engers van start gaan op 6 januari 1936. Opnames werden in het voorjaar van 1936 afgerond, en een premieèère stond gepland in maart dat jaar.
Henk Speyer (die tenor Peter Gruber speelt) is een zoon van regisseur Jaap Speyer.

## Ontvangst
De film werd na de vertraagde distributie in het najaar van 1936 vergeleken met andere Nederlandse operettefilms zoals De familie van mijn vrouw (1935) en Kermisgasten (1936). Deze film zou echter trouwer zijn gebleven aan de operette en minder kluchtig overkomen.